# 赵寿山
赵寿山（1894年11月12日—1965年6月20日），原名赵生龄，男，陕西户县人，中国军事将领。曾任中华民国国民革命军第17师长、三十八军长、第三集团军总司令， 中国人民解放军第一野战军副司令员，青海省人民政府主席，陕西省人民政府主席。

## 生平

### 早年经历
赵寿山是陕西户县定舟村人。1909年考入陕西陆军小学，1911年入西北大学预科，后转入陕西陆军测量学校学习，于1915年毕业。

### 从军经历
先在冯玉祥部任地形教官，1917年秋在陕西靖国军司令部任科员。1919年到北京，在冯玉祥部第十六混成旅任上尉参谋。1921年任少校参谋、教官。1924年春，赵寿山加入杨虎城部队,任排长、军事教官、营长等职。1926年，随杨虎城军进入西安，死守西安八个月，打退吴佩孚部刘镇华的围攻。1926年11月，任国民军第十军二师混成团团长。
1929年11月，赵寿山任国民革命军第十七路军十七师五十一旅旅长。1930年，参加中原大战，对冯、阎作战，1930年12月，所部进驻汉中。1932年秋，红四方面军由鄂豫皖苏区转移川陕，赵旅被其击溃。此后，与红四方面军建立联系，订立互不侵犯的秘密协定。1935年10月起，他先后到北平、南京、上海，结交杨明轩、杨晓初等。1936年回陕，向杨虎城递交“抗日救国意见书”，建议“必要时把蒋介石抓起来”。西安事变时，他兼任西安市公安局长，受命负责指挥西安市内的军事行动。事变后，调任渭北警备司令、第十七师师长。
七七事变后，赵寿山率领第十七师参加太原会战。10月，率部参加娘子关保卫战，激战十三昼夜。1938年，在高平关设伏，打击日军。同年4月，第十七师、第五二九旅与八路军、决死队发起晋东南1938年战役，先后攻克长治、晋城、沁水等县。同年夏升任第三十八军军长，8月率部进驻平陆县，在中条山地区坚持抗日战争，击败日军十一次扫荡。1942年，在赵寿山的申请下，中共中央批准接收赵寿山为中共特别党员。1943年冬，蒋介石调赵寿山到重庆中训团受训。1944年3月，赵寿山任中央军部队第八战区第三集团军总司令。他在调离前筹划三十八军的叛離，所属部队投奔共產黨解放军。
1946年8月，国民政府撤销他的总司令职务，以派其出国考察水利为名，调他到南京。在此期间，经董必武安排，乘坐救济总署轮船，展转上海、天津等地，于1947年3月由河北静海进入解放区。7月3日，赵寿山通电全国反蒋。1948年1月，赵寿山调任西北野战军副司令员。率部进入外线，参与指挥宜川战役、荔北战役等。1949年，担任第一野战军副司令员，接连率部发动春季攻势和陕中战役，并参与扶郿战役、兰州战役，平定西北战事。

### 从政经历
1949年底，赵寿山任青海省人民政府主席，1952年调任陕西省省长。1954年，当选第一届全国人民代表大会代表。赵寿山主持陕西工作时，在建设三门峡水库问题上坚决反对苏联专家方案，在周恩来保护下，最后终于降低了坝高。在大跃进中，坚决对那些欲放高产卫星的人进行核查，使他们不敢虚报。庐山会议后，赵给毛泽东打报告，并几次到挂甲屯看望彭德怀。习仲勋被打成反党集团以后，赵寿山又几次要求并会见毛泽东，为习仲勋辩解。此外，赵寿山还是第二、第三届全国人大常委会委员，第一至第三届国防委员会委员。1965年6月20日，赵寿山病逝于北京。

## 家庭
- 女：赵铭锦
- 子：赵元介